# 1997 en mathématiques
Cet article présente les faits marquants de l'année 1997 en mathématiques.

## Décès
- 5 février : 
  - Frederick J. Almgren (né en 1933), mathématicien américain.
  - Jürgen Neukirch (né en 1937), mathématicien allemand.

- 16 février : Leon Bankoff (né en 1908), dentiste et mathématicien américain.
- 24 février : Wolfgang Heinrich Johannes Fuchs (né en 1915), mathématicien allemand.
- 2 mars : Jordan Carson Mark (né en 1913), mathématicien américain.
- 16 mars : Kustaa Adolf Inkeri (né en 1908), astronome et mathématicien finlandais.
- 18 mars : Wilbur Knorr (né en 1945), historien des mathématiques américain.
- 26 juin : Robert Frucht (né en 1906), mathématicien germano-chilien.
- 26 juillet : Kunihiko Kodaira (né en 1915), mathématicien japonais, médaille Fields en 1954.
- 24 août : Paul Kustaanheimo (né en 1924), astronome et  mathématicien finlandais.
- 2 septembre : Warner Koiter (né en 1914), mathématicien néerlandais.
- 25 octobre : Mina Rees (née en 1902), mathématicienne américaine.
- 18 novembre : Maria-Pia Geppert (née en 1907), mathématicienne et biostatisticienne allemande.
- 26 décembre : Cahit Arf (né en 1910), mathématicien turc.
- 30 décembre : Carlos Santamaría Ansa (né en 1909), mathématicien espagnol.